# 管干贞故居
管干贞故居位于江苏省常州市天宁区前北岸21-28号、30号，最早为明崇祯探花、官至礼部侍郎的管绍宁所建府第，其六世孙清乾隆进士、官至漕运总督的管干贞亦居于此，原东西分别邻杨廷鉴故居和吕宫府，南北则贯通前后北岸，分别至顾塘河和白云溪河（现均已填没，分别为延陵西路和迎春步行街）。
建筑原有主宅八进、偏宅数进，民国时北面三进（两进平房和一进楼房）被焚毁，20世纪70年代南面两进（门厅与轿厅各五间）及照壁被改建为商业用房，今存主宅的大厅（又名楠木厅、花厅、锡福堂）、后厅（内厅）和楼厅（又名大观楼、读雪山房）三进以及后厅西侧偏宅三进，其中大厅三间、后厅三间（两侧耳房各一间，均为书斋，分别名锡福楼和梅花书屋）、楼厅两层五间、偏宅均为三间，均为硬山顶，后厅前筑有围墙及门楼。大厅为明代抬梁式建筑，梁柱均用楠木，柱下衬阴沉木柱础，正中原悬有管氏五世同堂时乾隆帝御书镶金“福”字横匾（现藏常州市博物馆）。